# 洛克维施
洛克维施（德語：Lockwisch，發音：[ˈlɔkvɪʃ]）是德国梅克伦堡-前波美拉尼亚州西北梅克伦堡县曾经的一个市镇，面积13.97平方千米，2017年12月31日人口为369人。2019年1月1日，洛克维施并入市镇申贝格。